# (16626) Thumper
(16626) Thumper est un astéroïde de la ceinture principale.

## Description
(16626) Thumper est un astéroïde de la ceinture principale. Il fut découvert le 20 avril 1993 à Kitt Peak par le projet Spacewatch. Il présente une orbite caractérisée par un demi-grand axe de 2,90 UA, une excentricité de 0,03 et une inclinaison de 3,2° par rapport à l'écliptique.
Il est nommé en référence au personnage de Panpan (Thumper en anglais), lapin de fiction dans le film d'animation Bambi des studios Walt Disney.

## Compléments